# Élections législatives de 2022 en Tarn-et-Garonne
Les élections législatives françaises de 2022 se déroulent les 12 et 19 juin 2022. Dans le Tarn-et-Garonne, deux députés sont à élire dans le cadre de deux circonscriptions.

## Contexte

### Résultats des scrutins entre 2017 et 2022
- Élections européennes de 2019 : La liste RN conduite par Jordan Bardella recueille 29,74% des voix exprimées et termine en 1ere position.

- Élections municipales de 2020 : Jean-Michel Baylet retrouve son fauteuil de maire à Valence d'Agen et le candidat du RN Romain Lopez remporte la mairie de Moissac pas de changement de maire dans les autres principales communes.

- Élections départementales de 2021 : Le PRG revient à la tête du département avec l'élection de Michel Weill et le RN fait son entrée dans l'assemblée départementale grâce aux sièges du canton de Moissac.
- Élections régionales : la liste PS obtient 5 sièges, le RN et LR obtiennent 1 siège chacun. Le RN observe une chute de son score comme sur tout le territoire national dans un contexte de faible participation.

### Résultats de l'élection présidentielle de 2022 par circonscription
| Circonscription | 1er tour | 1er tour | 1er tour  |         | 2d tour | 2d tour |
| Circonscription | Macron   | Le Pen   | Mélenchon | Macron  | Le Pen  |         |
| --------------- | -------- | -------- | --------- | ------- | ------- | ------- |
| Circonscription |          |          |           |         |         |         |
| 1re             | 22,57 %  | 25,99 %  | 20,71 %   | 51,32 % | 48,68 % |         |
| 2e              | 20,99 %  | 31,74 %  | 17,60 %   | 44,85 % | 55,15 % |         |

## Système électoral
Les élections législatives ont lieu au scrutin uninominal majoritaire à deux tours dans des circonscriptions uninominales.
Est élu au premier tour le candidat qui réunit la majorité absolue des suffrages exprimés et un nombre de voix au moins égal au quart (25 %) des électeurs inscrits dans la circonscription. Si aucun des candidats ne satisfait ces conditions, un second tour est organisé entre les candidats ayant réuni un nombre de voix au moins égal à un huitième des inscrits (12,5 %) ; les deux candidats arrivés en tête du premier tour se maintiennent néanmoins par défaut si un seul ou aucun d'entre eux n'a atteint ce seuil. Au second tour, le candidat arrivé en tête est déclaré élu.
Le seuil de qualification basé sur un pourcentage du total des inscrits et non des suffrages exprimés rend plus difficile l'accès au second tour lorsque l'abstention est élevée. Le système permet en revanche l'accès au second tour de plus de deux candidats si plusieurs d'entre eux franchissent le seuil de 12,5 % des inscrits. Les candidats en lice au second tour peuvent ainsi être trois, un cas de figure appelé « triangulaire ». Les second tours où s'affrontent quatre candidats, appelés « quadrangulaire » sont également possibles, mais beaucoup plus rares.

### Partis et nuances
Les résultats des élections sont publiés en France par le ministère de l'Intérieur, qui classe les partis en leur attribuant des nuances politiques. Ces dernières sont décidées par les préfets, qui les attribuent indifféremment de l'étiquette politique déclarée par les candidats, qui peut être celle d'un parti ou une candidature sans étiquette.
En 2022, seules les coalitions Ensemble (ENS) et Nouvelle Union populaire écologique et sociale (NUP), ainsi que le Parti radical de gauche (RDG), l'Union des démocrates et indépendants (UDI), Les Républicains (LR), le Rassemblement national (RN) et Reconquête (REC) se voient attribuer  une nuance propre,,.
Tous les autres partis se voient attribuer l'une ou l'autre des nuances suivantes : DXG (divers extrême gauche), DVG (divers gauche), ECO (écologiste), REG (régionaliste), DVC (divers centre), DVD (divers droite), DSV (droite souverainiste) et DXD (divers extrême droite). Des partis comme Debout la France ou Lutte ouvrière ne disposent ainsi pas de nuance propre, et leurs résultats nationaux ne sont pas publiés séparément par le ministère, car mélangés avec d'autres partis (respectivement dans les nuances DSV et DXG),.

## Résultats

### Élus
| Circonscription | Député sortant  | Parti | Parti | Groupe  | Député élu ou réélu | Parti | Parti | Groupe |
| --------------- | --------------- | ----- | ----- | ------- | ------------------- | ----- | ----- | ------ |
| 1re             | Valérie Rabault |       | PS    | SOC     | Valérie Rabault     |       | PS    | SOC    |
| 2e              | Sylvia Pinel    |       | PRG   | app. LT | Marine Hamelet      |       | RN    | RN     |

### Résultats à l'échelle du département

#### Résultats par coalition
| Parti et coalition                                           | Parti et coalition                                           | Parti et coalition                            | Premier tour | Premier tour | Premier tour | Second tour   | Second tour   | Second tour | Total Sièges  | +/-           |  |
| Parti et coalition                                           | Parti et coalition                                           | Parti et coalition                            | Voix         | %            | Sièges       | Voix          | %             | Sièges      | Total Sièges  | +/-           |  |
| ------------------------------------------------------------ | ------------------------------------------------------------ | --------------------------------------------- | ------------ | ------------ | ------------ | ------------- | ------------- | ----------- | ------------- | ------------- |  |
|                                                              | Rassemblement national (RN)                                  | Rassemblement national (RN)                   | 25 797       | 26,79        | 0            | 41 799        | 48,32         | 1           | 1             | 1             |  |
|                                                              |                                                              | Parti socialiste (PS)                         | 15 763       | 16,37        | 0            | 25 327        | 29,28         | 1           | 1             | en stagnation |  |
|                                                              | La France insoumise (LFI)                                    | 9 272                                         | 9,63         | 0            |              |               |               | 0           | en stagnation |               |  |
| Total Nouvelle Union populaire écologique et sociale (NUPES) | Total Nouvelle Union populaire écologique et sociale (NUPES) | 25 035                                        | 26,00        | 0            | 25 327       | 29,28         | 1             | 1           | en stagnation |               |  |
|                                                              |                                                              | Horizons (H)                                  | 10 083       | 10,47        | 0            | 19 384        | 22,41         | 0           | 0             | Nv            |  |
|                                                              | Territoires de progrès (TdP)                                 | 8 196                                         | 8,51         | 0            |              |               |               | 0           | Nv            |               |  |
| Total Ensemble (ENS)                                         | Total Ensemble (ENS)                                         | 18 279                                        | 18,99        | 0            | 19 384       | 22,41         | 0             | 0           | en stagnation |               |  |
|                                                              | Parti radical de gauche (PRG)                                | Parti radical de gauche (PRG)                 | 9 892        | 10,27        | 0            |               |               |             | 0             | 1             |  |
|                                                              | Reconquête (REC)                                             | Reconquête (REC)                              | 4 658        | 4,84         | 0            | 0             | Nv            |             |               |               |  |
|                                                              |                                                              | Les Républicains (LR)                         | 4 378        | 4,55         | 0            | 0             | en stagnation |             |               |               |  |
| Total Union de la droite et du centre (UDC)                  | Total Union de la droite et du centre (UDC)                  | 4 378                                         | 4,55         | 0            | 0            | en stagnation |               |             |               |               |  |
|                                                              | Lutte ouvrière (LO)                                          | Lutte ouvrière (LO)                           | 1 007        | 1,05         | 0            | 0             | en stagnation |             |               |               |  |
|                                                              | Le Mouvement de la ruralité (LMR)                            | Le Mouvement de la ruralité (LMR)             | 968          | 1,01         | 0            | 0             | Nv            |             |               |               |  |
|                                                              | Résistons (RES)                                              | Résistons (RES)                               | 872          | 0,91         | 0            | 0             | Nv            |             |               |               |  |
|                                                              |                                                              | Les Patriotes (LP)                            | 564          | 0,59         | 0            | 0             | Nv            |             |               |               |  |
| Total Union pour la France (UPF)                             | Total Union pour la France (UPF)                             | 564                                           | 0,59         | 0            | 0            | en stagnation |               |             |               |               |  |
|                                                              | Parti pirate (PP)                                            | Parti pirate (PP)                             | 424          | 0,44         | 0            | 0             | en stagnation |             |               |               |  |
|                                                              | Parti ouvrier indépendant démocratique (POID)                | Parti ouvrier indépendant démocratique (POID) | 277          | 0,29         | 0            | 0             | Nv            |             |               |               |  |
|                                                              |                                                              | Bastir Occitanie (BO)                         | 249          | 0,26         | 0            | 0             | Nv            |             |               |               |  |
| Total Pays unis (PU)                                         | Total Pays unis (PU)                                         | 249                                           | 0,26         | 0            | 0            | Nv            |               |             |               |               |  |
|                                                              |                                                              | Solidarité et progrès (S&P)                   | 103          | 0,11         | 0            | 0             | Nv            |             |               |               |  |
| Total La Raison du Peuple (LRDP)                             | Total La Raison du Peuple (LRDP)                             | 103                                           | 0,11         | 0            | 0            | Nv            |               |             |               |               |  |
|                                                              | Sans étiquette (SE)                                          | Sans étiquette (SE)                           | 3 774        | 3,92         | 0            | 0             | en stagnation |             |               |               |  |
|                                                              |                                                              |                                               |              |              |              |               |               |             |               |               |  |
| Suffrages exprimés                                           | Suffrages exprimés                                           | Suffrages exprimés                            | 96 277       | 97,46        |              | 86 510        | 90,57         |             |               |               |  |
| Votes blancs                                                 | Votes blancs                                                 | Votes blancs                                  | 1 695        | 1,72         | 6 332        | 6,63          |               |             |               |               |  |
| Votes nuls                                                   | Votes nuls                                                   | Votes nuls                                    | 813          | 0,82         | 2 676        | 2,80          |               |             |               |               |  |
| Total                                                        | Total                                                        | Total                                         | 98 785       | 100          | 0            | 95 518        | 100           | 2           | 2             | en stagnation |  |
| Abstentions                                                  | Abstentions                                                  | Abstentions                                   | 90 551       | 47,83        |              | 93 830        | 49,55         |             |               |               |  |
| Inscrits/Participation                                       | Inscrits/Participation                                       | Inscrits/Participation                        | 189 336      | 52,17        | 189 348      | 50,45         |               |             |               |               |  |

#### Résultats par nuance
| Nuance                 | Nuance                                         | Nuance                 | Premier tour | Premier tour | Premier tour | Second tour | Second tour   | Second tour | Total Sièges | +/-           |  |
| Nuance                 | Nuance                                         | Nuance                 | Voix         | %            | Sièges       | Voix        | %             | Sièges      | Total Sièges | +/-           |  |
| ---------------------- | ---------------------------------------------- | ---------------------- | ------------ | ------------ | ------------ | ----------- | ------------- | ----------- | ------------ | ------------- |  |
|                        | Rassemblement national                         | RN                     | 25 797       | 26,79        | 0            | 41 799      | 48,32         | 1           | 1            | 1             |  |
|                        | Nouvelle Union populaire écologique et sociale | NUP                    | 25 035       | 26,00        | 0            | 25 327      | 29,28         | 1           | 1            | en stagnation |  |
|                        | Ensemble !                                     | ENS                    | 18 279       | 18,99        | 0            | 19 384      | 22,41         | 0           | 0            | en stagnation |  |
|                        | Parti radical de gauche                        | RDG                    | 9 892        | 10,27        | 0            |             |               |             | 0            | 1             |  |
|                        | Reconquête                                     | REC                    | 4 658        | 4,84         | 0            | 0           | Nv            |             |              |               |  |
|                        | Les Républicains                               | LR                     | 4 378        | 4,55         | 0            | 0           | en stagnation |             |              |               |  |
|                        | Divers gauche                                  | DVG                    | 3 774        | 3,92         | 0            | 0           | en stagnation |             |              |               |  |
|                        | Divers                                         | DIV                    | 2 367        | 2,46         | 0            | 0           | en stagnation |             |              |               |  |
|                        | Divers extrême gauche                          | DXG                    | 1 284        | 1,33         | 0            | 0           | en stagnation |             |              |               |  |
|                        | Droite souverainiste                           | DSV                    | 564          | 0,59         | 0            | 0           | en stagnation |             |              |               |  |
|                        | Régionaliste                                   | REG                    | 249          | 0,26         | 0            | 0           | Nv            |             |              |               |  |
|                        |                                                |                        |              |              |              |             |               |             |              |               |  |
| Suffrages exprimés     | Suffrages exprimés                             | Suffrages exprimés     | 96 277       | 97,46        |              | 86 510      | 90,57         |             |              |               |  |
| Votes blancs           | Votes blancs                                   | Votes blancs           | 1 695        | 1,72         | 6 332        | 6,63        |               |             |              |               |  |
| Votes nuls             | Votes nuls                                     | Votes nuls             | 813          | 0,82         | 2 676        | 2,80        |               |             |              |               |  |
| Total                  | Total                                          | Total                  | 98 785       | 100          | 0            | 95 518      | 100           | 2           | 2            | en stagnation |  |
| Abstentions            | Abstentions                                    | Abstentions            | 90 551       | 47,83        |              | 93 830      | 49,55         |             |              |               |  |
| Inscrits/Participation | Inscrits/Participation                         | Inscrits/Participation | 189 336      | 52,17        | 189 348      | 50,45       |               |             |              |               |  |

### Cartes

Résultats du premier tour par circonscriptions.
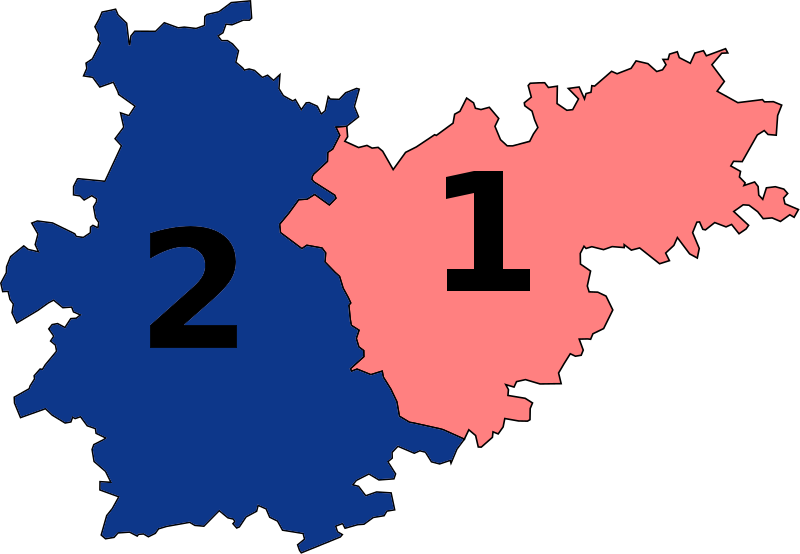
Parti en tête au 1er tour   - Rassemblement national - Parti socialiste
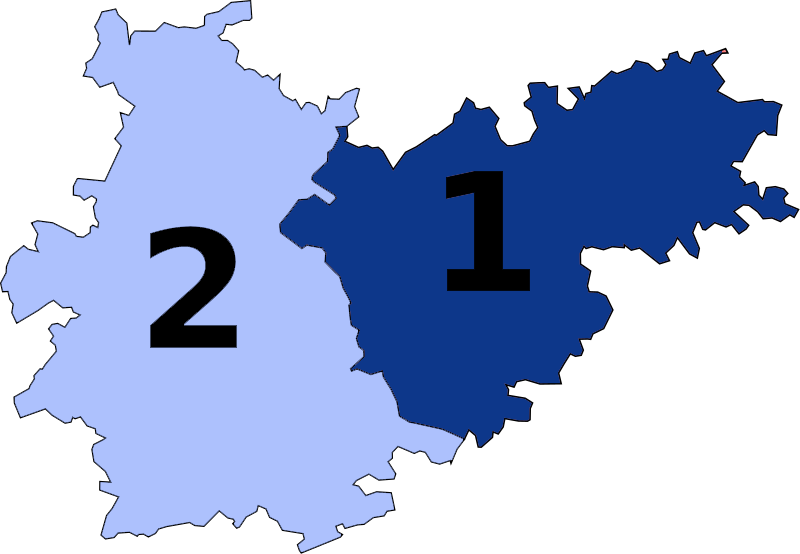
Parti en seconde position au 1er tour  - Horizons
  - Rassemblement national

Nuance politique des candidats arrivés en tête dans chaque commune au 1er tour.
Nuance politique des candidats arrivés en tête dans chaque commune au 2e tour.

### Résultats par circonscription

#### Première circonscription
Député sortant : Valérie Rabault (Parti socialiste).
| Candidat                 | Candidat                              | Parti et coalition       | Nuance                   | Premier tour | Premier tour | Second tour | Second tour |
| Candidat                 | Candidat                              | Parti et coalition       | Nuance                   | Voix         | %            | Voix        | %           |
| ------------------------ | ------------------------------------- | ------------------------ | ------------------------ | ------------ | ------------ | ----------- | ----------- |
|                          | Valérie Rabault                       | PS (NUPES)               | NUP                      | 15 763       | 33,33        | 25 327      | 58,29       |
|                          | Pierre Poma                           | RN                       | RN                       | 10 610       | 22,44        | 18 121      | 41,71       |
|                          | Catherine Simonin                     | TdP (ENS)                | ENS                      | 8 196        | 17,33        |             |             |
|                          | Claude Vigouroux                      | LR (UDC)                 | LR                       | 4 378        | 9,26         |             |             |
|                          | Ghislain Descazeaux                   | SE                       | DVG                      | 3 774        | 7,98         |             |             |
|                          | Luc Francez-Charlot                   | REC                      | REC                      | 2 195        | 4,64         |             |             |
|                          | Dylan Perrinaud                       | RES                      | DIV                      | 872          | 1,84         |             |             |
|                          | Chafik Benchekroun                    | LP (UPF)                 | DSV                      | 564          | 1,19         |             |             |
|                          | Richard Blanco                        | LO                       | DXG                      | 555          | 1,17         |             |             |
|                          | Laurence Lafond                       | POID                     | DXG                      | 277          | 0,59         |             |             |
|                          | Jean-François Grilhault des Fontaines | S&P (LRDP)               | DIV                      | 103          | 0,22         |             |             |
|                          |                                       |                          |                          |              |              |             |             |
| Votes valides            | Votes valides                         | Votes valides            | Votes valides            | 47 287       | 97,60        | 43 448      | 91,66       |
| Votes blancs             | Votes blancs                          | Votes blancs             | Votes blancs             | 798          | 1,65         | 2 779       | 5,86        |
| Votes nuls               | Votes nuls                            | Votes nuls               | Votes nuls               | 363          | 0,75         | 1 173       | 2,47        |
| Total                    | Total                                 | Total                    | Total                    | 48 448       | 100          | 47 400      | 100         |
| Abstention               | Abstention                            | Abstention               | Abstention               | 44 565       | 47,91        | 45 622      | 49,04       |
| Inscrits / participation | Inscrits / participation              | Inscrits / participation | Inscrits / participation | 93 013       | 52,09        | 93 022      | 50,96       |

|                         |       |       |       |       |       |       |
| Caussade                | 37,56 | 22,99 | 17,33 | 8,61  | 59,31 | 40,69 |
| Caylus                  | 36,47 | 22,02 | 14,45 | 9,75  | 62,95 | 37,05 |
| Lafrançaise             | 43,60 | 22,48 | 16,31 | 4,73  | 62,80 | 37,20 |
| Molières                | 36,59 | 25,36 | 15,59 | 7,28  | 54,42 | 45,58 |
| Monclar-de-Quercy       | 28,15 | 32,04 | 11,98 | 8,86  | 49,34 | 50,66 |
| Montauban               | 29,80 | 18,52 | 19,89 | 11,28 | 59,58 | 40,42 |
| Montpezat-de-Quercy     | 33,14 | 23,10 | 20,52 | 7,46  | 57,81 | 42,19 |
| Nègrepelisse            | 43,00 | 29,25 | 12,00 | 5,15  | 58,98 | 41,02 |
| Saint-Antonin-Noble-Val | 47,96 | 13,90 | 15,43 | 6,38  | 70,91 | 29,09 |
| Villebrumier            | 34,56 | 25,36 | 13,30 | 11,25 | 60,00 | 40,00 |

#### Deuxième circonscription
Député sortant : Sylvia Pinel (Parti radical de gauche).
| Candidat                 | Candidat                 | Parti et coalition       | Nuance                   | Premier tour | Premier tour | Second tour | Second tour |
| Candidat                 | Candidat                 | Parti et coalition       | Nuance                   | Voix         | %            | Voix        | %           |
| ------------------------ | ------------------------ | ------------------------ | ------------------------ | ------------ | ------------ | ----------- | ----------- |
|                          | Marine Hamelet           | RN                       | RN                       | 15 187       | 31,00        | 23 678      | 54,99       |
|                          | Christian Astruc         | H (ENS)                  | ENS                      | 10 083       | 20,58        | 19 384      | 45,01       |
|                          | Sylvia Pinel             | PRG                      | RDG                      | 9 892        | 20,19        |             |             |
|                          | Nathalie Manchado        | LFI (NUPES)              | NUP                      | 9 272        | 18,93        |             |             |
|                          | Frédéric Cases           | REC                      | REC                      | 2 463        | 5,03         |             |             |
|                          | Jean-Yves Jouglar        | LMR                      | DIV                      | 968          | 1,98         |             |             |
|                          | Françoise Ratsimba       | LO                       | DXG                      | 452          | 0,92         |             |             |
|                          | Cédric Levieux           | PP                       | DIV                      | 424          | 0,87         |             |             |
|                          | Claire Aymes,            | BO (PU)                  | REG                      | 249          | 0,51         |             |             |
|                          |                          |                          |                          |              |              |             |             |
| Votes valides            | Votes valides            | Votes valides            | Votes valides            | 48 990       | 97,32        | 43 062      | 89,49       |
| Votes blancs             | Votes blancs             | Votes blancs             | Votes blancs             | 897          | 1,78         | 3 553       | 7,38        |
| Votes nuls               | Votes nuls               | Votes nuls               | Votes nuls               | 450          | 0,89         | 1 503       | 3,12        |
| Total                    | Total                    | Total                    | Total                    | 50 337       | 100          | 48 118      | 100         |
| Abstention               | Abstention               | Abstention               | Abstention               | 45 986       | 47,74        | 48 208      | 50,05       |
| Inscrits / participation | Inscrits / participation | Inscrits / participation | Inscrits / participation | 96 323       | 52,26        | 96 326      | 49,95       |

|                           |       |       |       |       |       |       |
| Auvillar                  | 18,72 | 26,47 | 27,54 | 17,91 | 40,52 | 59,48 |
| Beaumont-de-Lomagne       | 24,33 | 20,61 | 32,34 | 15,00 | 50,79 | 49,21 |
| Bourg-de-Visa             | 34,19 | 10,32 | 23,23 | 23,87 | 54,85 | 36,15 |
| Castelsarrasin            | 34,90 | 19,91 | 18,69 | 16,23 | 56,77 | 43,23 |
| Grisolles                 | 24,70 | 22,04 | 23,30 | 22,64 | 48,52 | 51,48 |
| Lauzerte                  | 22,41 | 23,75 | 19,16 | 23,37 | 48,79 | 51,21 |
| Lavit                     | 32,53 | 28,11 | 14,26 | 14,46 | 50,76 | 49,24 |
| Moissac                   | 34,07 | 18,74 | 15,36 | 21,27 | 58,01 | 41,99 |
| Montaigu-de-Quercy        | 27,54 | 22,28 | 17,93 | 21,01 | 56,69 | 43,31 |
| Montech                   | 28,97 | 20,30 | 20,47 | 21,68 | 52,55 | 47,45 |
| Saint-Nicolas-de-la-Grave | 27,84 | 26,64 | 16,59 | 17,14 | 50,54 | 49,47 |
| Valence                   | 28,05 | 18,12 | 30,20 | 14,94 | 54,88 | 45,12 |
| Verdun-sur-Garonne        | 25,01 | 18,24 | 19,40 | 28,95 | 50,85 | 49,15 |